# Биркинка
Биркинка је модел ручно прављене торбе француске модне куће Ермес. Добила је име по енглеској глумици Џејн Биркин.

## Појављивање у медијима
У популарној култури биркинка представља симбол луксуза, а Џејн Биркин је једном приликом изјавила да је могуће да је слава торбе увелико превазишла њену глумачку славу. У наведеном контексту, торба се појављивала у телевизијским серијама Секс и град, Гилморове, и Вил и Грејс.
Биркинка се спомиње и у текстовима песама Doing It Way Big (Lil' Kim), Deja Vu и 03 Bonnie & Clyde (Бијонсе Ноулс), а појављује се и у Мадонином видео-споту за песму Give It 2 Me.